# Chris Crutcher

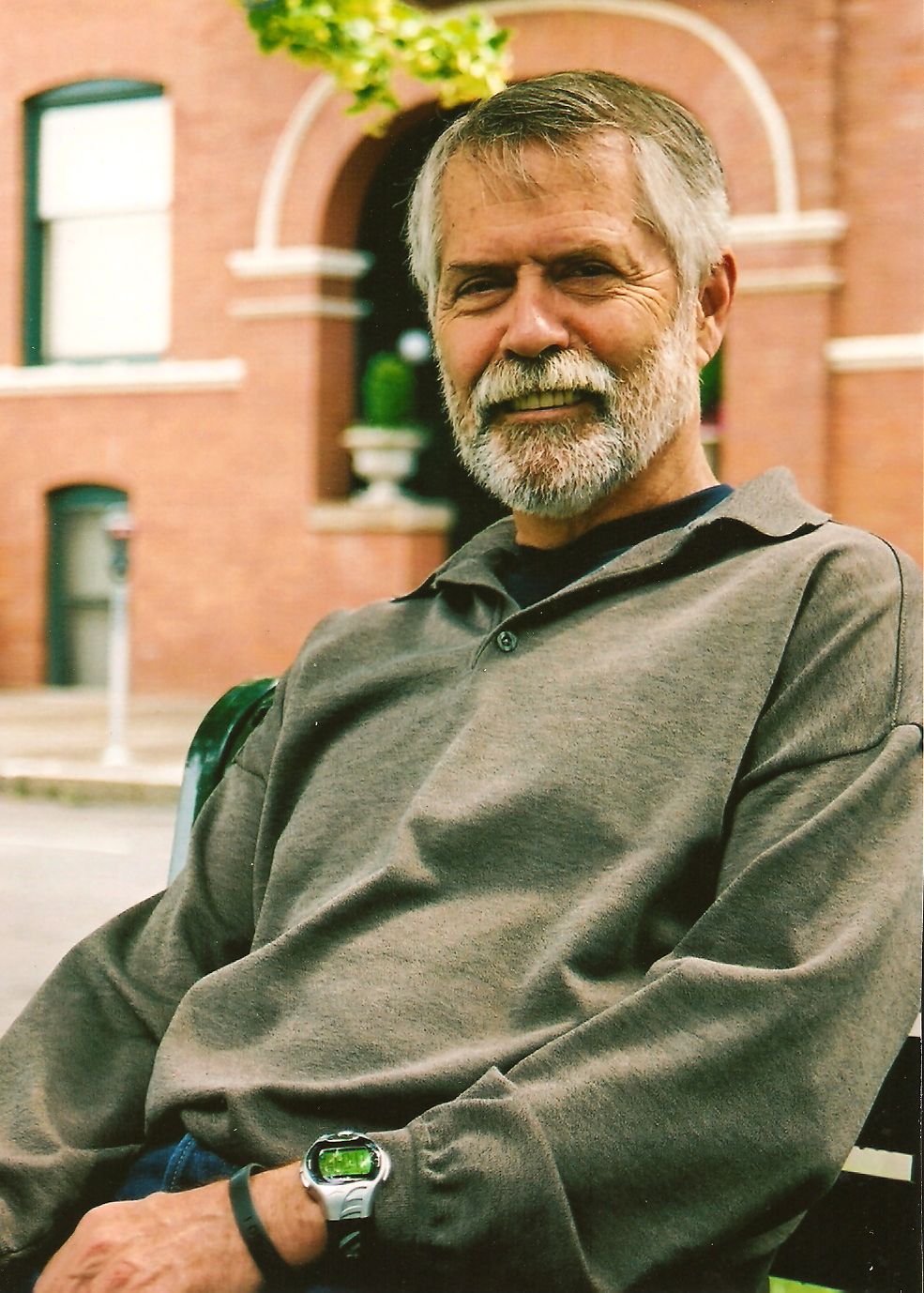
Chris Crutcher (2007)

Chris Crutcher (* 17. Juli 1946 in Dayton, Ohio) ist ein US-amerikanischer Schriftsteller und Familientherapeut. 

## Leben
Crutcher wurde am 17. Juli 1946 in Dayton als Sohn eines Kampffliegers der amerikanischen Luftwaffe geboren. Kurz darauf entschied sein Vater, die Streitkräfte zu verlassen und mit seiner Frau und den Söhnen Chris und John nach Cascade in Idaho zu ziehen. 
Crutcher war schon früh in vielen Sportarten aktiv – darunter Football und Basketball.
Er studierte Psychologie und Soziologie am Eastern Washington State College (jetzt Eastern Washington University) und begann einige Zeit später, auf Schulen in Washington und Kalifornien zu unterrichten. 
In den frühen Siebzigern trat er die Stelle des Direktors an der California’s Lakeside School in Oakland an, die er 1981 verließ, um sich dem Schreiben zu widmen und als Therapeut zu arbeiten.

## Schreiben
1983 veröffentlichte Crutcher seinen Debütroman Running Loose, dessen Handlung sich wie die meisten seiner Folgewerke zwischen Jugenddrama und Sport bewegt. Crutchers Schreiben ist stark geprägt von seinen Erlebnissen als Familientherapeut und hat den Anspruch, sowohl authentisch zu sein als auch die Balance zwischen Komödie und Tragödie zu halten.
Er wurde mit mehreren Preisen ausgezeichnet, darunter der St. Katharine Drexel Award, der Writers Who Make A Difference Award vom Writer Magazine und der National Intellectual Freedom Award. Für große Verdienste in der Jugendliteratur erhielt er 2000 den Margaret A. Edwards Award der American Library Association. 2021 wurde sein 2001 erschienenes Buch Whale Talk bei den Phoenix Awards als Honor Book ausgezeichnet.

## Werke (Auswahl)
- Running Loose, 1983
- Stotan!, 1986
- The Crazy Horse Electric Game, 1987
- Chinese Handcuffs, 1989
- Athletic Shorts: Six Short Stories, 1991
- The Deep End, 1991
- Staying Fat for Sarah Byrnes, 1993
- Ironman, 1995
- Whale Talk, 2001
- King of the Mild Frontier, 2003
- The Sledding Hill, 2005
- Deadline, 2007